# Citroën Xsara
El Citroën Xsara és un automòbil del segment C produït pel fabricant francès Citroën des de l'any 1997. El Xsara és el substitut del Citroën ZX, i s'ofereix en carrosseries hatchback de tres i cinc portes, i familiar de cinc portes.
Les seves motoritzacions són totes de quatre cilindres. Els gasolina són un 1.4 litres de 75 CV de potència màxima, un 1.6 litres de 95 o 110 CV, un 1.8 litres de 112 CV i un 2.0 litres de 137 o 167 CV. Els dièsel són un 2.0 litres de 90 CV de potència màxima i un 1.6 litres de 110 CV, ambdós amb turbocompressor i tecnologia common-rail.
El Xsara competí en el Campionat Mundial de Ral·lis. Sébastien Loeb el va conduir quan va ser campió de pilots entre els anys 2004 i 2006, i Citroën Sport va ser campió de constructors entre 2003 i 2005 amb el Xsara.